# Cratere Dia-Cau
Dia-Cau  è un cratere sulla superficie di Marte.